# Борис Хаджисотиров
Борис Сотиров Хаджисотиров е български юрист и деец на БКП.

## Биография
Роден на 19 януари 1872 г. в град Самоков. Завършва Казанлъшкото педагогическо училище. През 1898 г. завършва право в Лозана (Швейцария). Като студент е поддръжник на левите идеи. Сътрудничи на Георгий Плеханов.
Завръща се в България и работи като адвокат в родния си град. Основава Самоковската организация на БРСДП (т.с.) (1899). Участва в синдикалното движение. Председател на контролната комисия на БРСДП (т.с.) от 1905 г. Общински съветник в Самоков (1900-1915). Народен представител (1913, 1919-1923). В Народното събрание е сред обвинителите на бившите министри, съдени по късно от Третия държавен съд.
След преврата от 9 юни 1923 г. като адвокат защитава участници от Плевен и Самоков в Юнското въстание (1923).
Арестуван от органите на правителството на Александър Цанков на 13 септември 1923 г. и убит на 27 септември край град Самоков.